# Jodi Elkington-Jones
Jodi Elkington-Jones (17 de mayo de 1993) es una atleta australiana que padece parálisis cerebral. Representó a Australia en los Juegos Paralímpicos de Londres 2012 y también ha competido en dos Juegos de la Mancomunidad, ganando el oro en los Juegos de 2014 en el salto de longitud F37/38. Representó a Australia en los Juegos Paralímpicos de Río de Janeiro 2016 en el ámbito del atletismo.

## Vida personal
Elkington nació el 17 de mayo de 1993, en Wodonga, Victoria. A la edad de dieciocho meses, le diagnosticaron parálisis cerebral, y esto afecta su movilidad en el lado derecho de su cuerpo.  Su primo es el corredor Jarrem Pearce. Elkington fue a la escuela primaria de Wodonga South. Fuera del atletismo ella disfruta del netball, juegos de arbitraje. Se casó con Warrick Jones en mayo de 2015.

## Atletismo

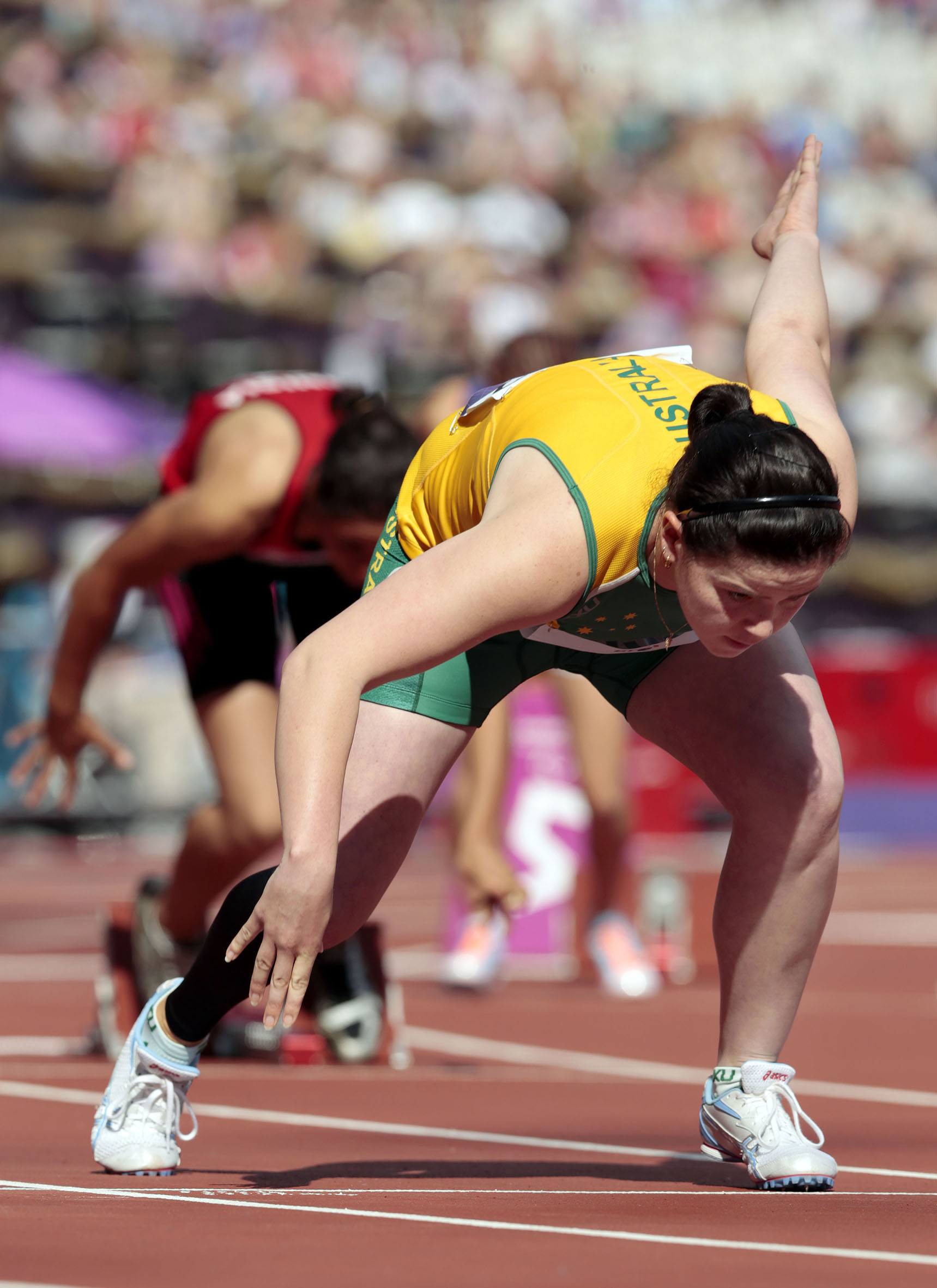
Elkingtonen en los Juegos Paralímpicos de Londres 2012.

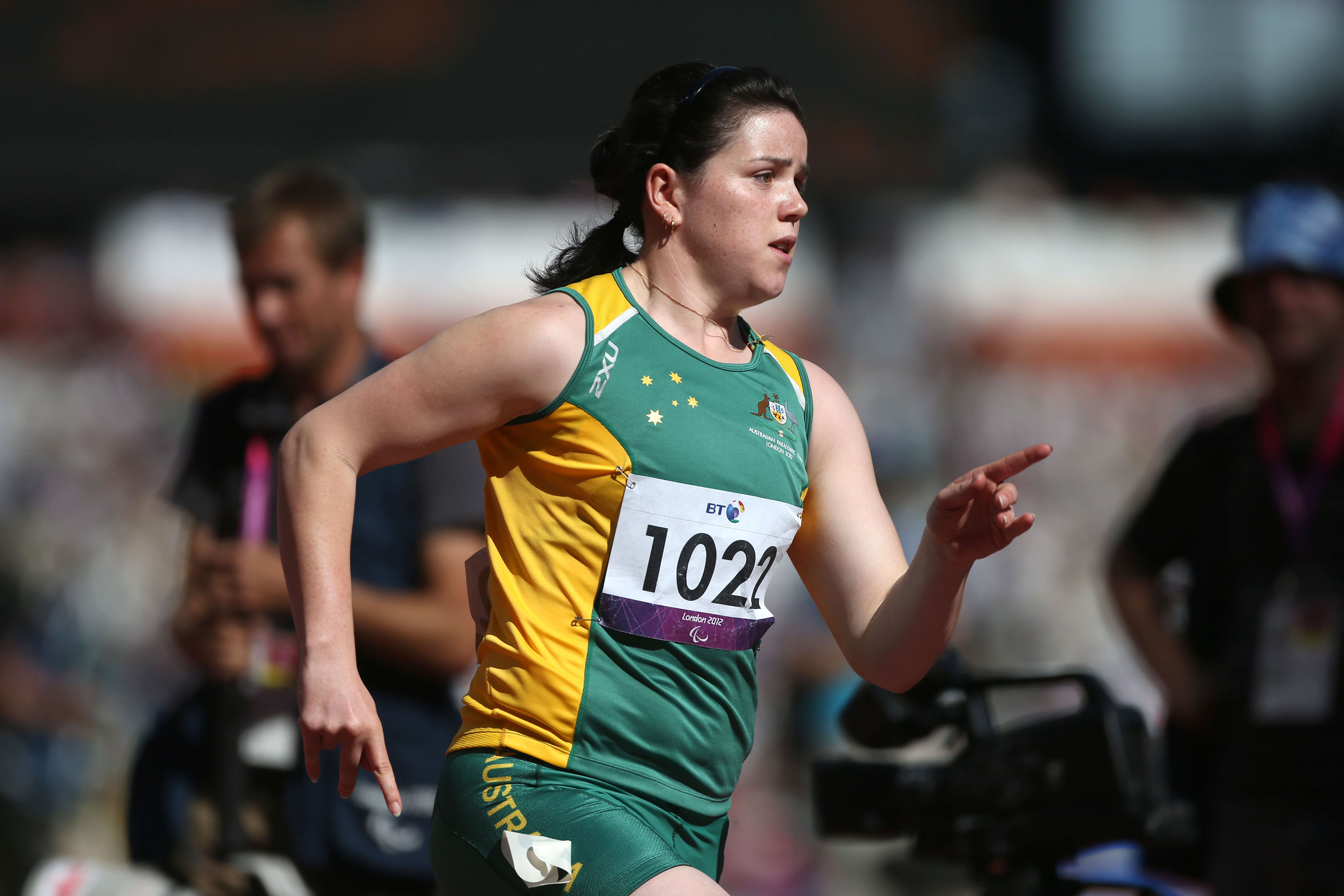
Elkington en los Juegos Paralímpicos de Londres 2012.

Elkington es un atleta clasificado T37 que compite en pruebas de 100 m, 200 m y salto de longitud. Es miembro del Club de Atletismo de Wodonga.
Se involucró por primera vez en el deporte paralímpico en el sexto año, cuando su maestro de escuela Leon Price la convenció de que probara la natación. Representó a Victoria a nivel estatal durante tres años, pero se vio obligada a abandonar la natación tras las lesiones en su codo derecho que requirieron una cirugía correctiva.  Elkington comenzó a competir en el ámbito del atletismo en 2008, después de un evento de búsqueda de talentos paralímpicos en Australia en 2007. Se convirtió en miembro de la pista de atletismo de Wodonga y bajo la dirección del entrenador local, Greg Simpson, fue seleccionada para representar a Victoria en los Juegos Escolares del Pacífico en Canberra en 2008.
Representó a Australia por primera vez en los Juegos de la Mancomunidad de 2010. En la carrera de 100 metros T37, terminó cuarta con un tiempo de 15.08. Mientras estaba allí, tuvo problemas de salud relacionados con la comida. Fue la única atleta de élite de Australia con discapacidad en los estos juegos. En los Campeonatos de Atletismo de Australia de 2011, terminó segunda en la prueba de 200 m. Compitió en los Campeonatos Mundiales de Atletismo del IPC de 2011 en cuatro eventos, siendo su mejor resultado el cuarto en los 400 m T37 femeninos. Compitió en los Campeonatos de Atletismo de Australia de 2012. Con un tiempo de 70,42 segundos, ganó la prueba de 400 m.
Antes de los Juegos Paralímpicos de Londres de 2012, fue becaria del Instituto Australiano del Deporte (AIS) y fue entrenada por Iryna Dvoskina. Elkington terminó en sexto lugar en el T37 400 m femenino en los Juegos de Londres 2012 con un tiempo de 1:11.49. También se colocó 4ª con el resto de su equipo en el Relevo Femenino 4 × 100 m - clase T35/T38.
Después de los Juegos Paralímpicos de Londres, dejó el atletismo por un corto período debido a las presiones de ser un atleta AIS. En los Juegos de la Mancomunidad de 2014 en Glasgow, ganó la medalla de oro en el salto de longitud femenino T37/38.
En los Campeonatos Mundiales de Atletismo IPC de 2015 en Doha, terminó quinta en el salto de longitud femenino T37 y duodécima en el salto de 100 metros femenino T37.
En los Juegos Paralímpicos de Río de Janeiro 2016, ganó la medalla de bronce en el salto de longitud femenino T37 con un salto de 4,30m.
En 2015, vive en Sídney y es becaria del Instituto de Deportes de Nueva Gales del Sur.